# Utetheisa fasciata
Utetheisa fasciata är en fjärilsart som beskrevs av Arnold Spuler 1906. Utetheisa fasciata ingår i släktet Utetheisa och familjen björnspinnare. Inga underarter finns listade i Catalogue of Life.